# Фаталуку (народ)
Фата́луку, дагада — народ в северо-восточной части Восточного Тимора. Численность на 2004 г. 38 тыс. человек. Разделяются на группы: лорехе, тутуала, фоэлору. Говорят на языке фаталуку — тиморо-алорской семьи трансновогинейской филы папуасских языков.

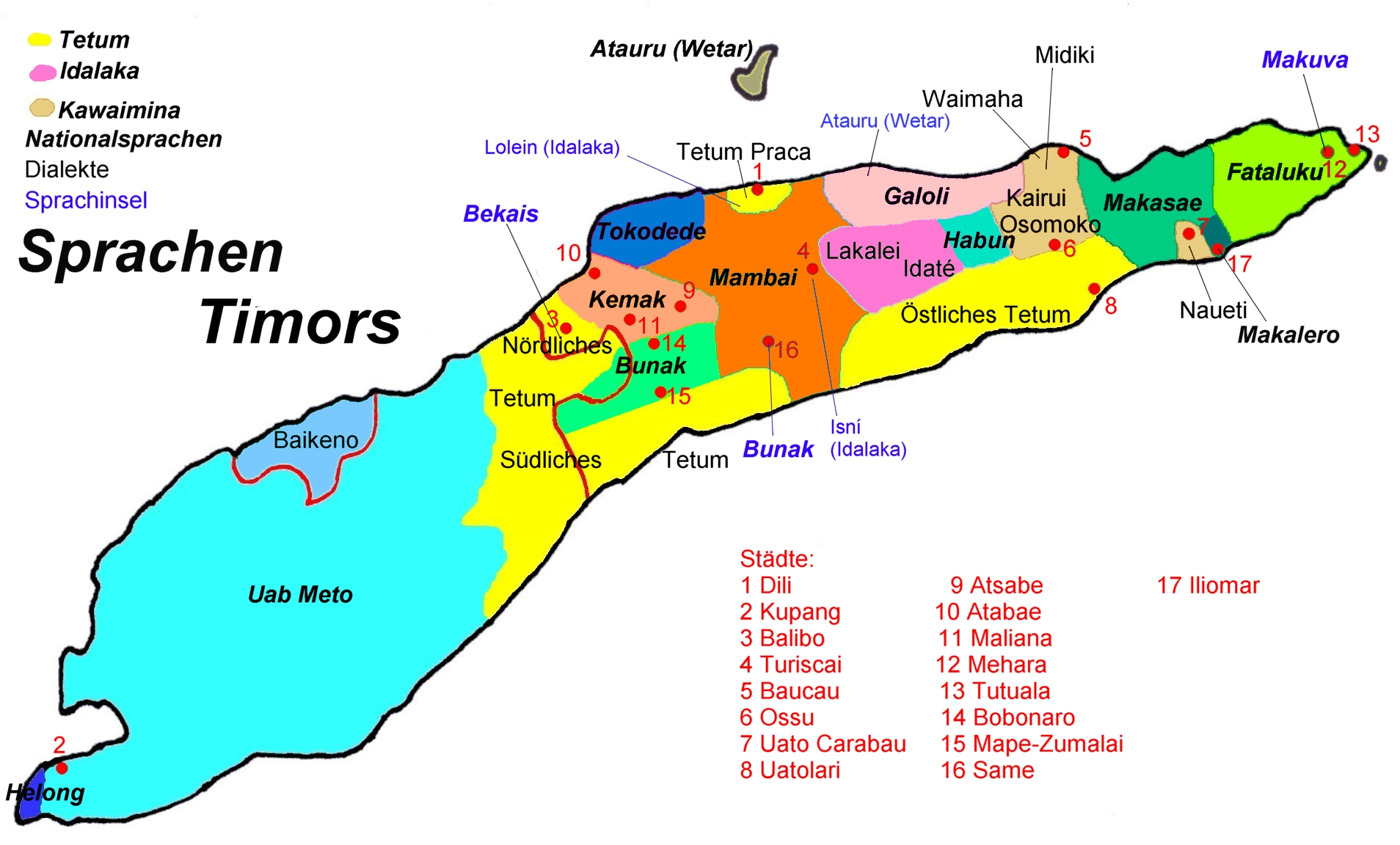
Языки острова Тимор

## Религия
Большинство фаталуку придерживается местных традиционных верований. Главное божество Урувацу (лунно-солнечное божество). Часть — католики. 

## Хозяйство
В хозяйстве фаталуку сочетаются земледелие и скотоводство; основные культуры — кукуруза, рис, корнеплоды. Разводят буйволов, свиней, лошадей. Основными ремёслами является плетение, ткацкое, кузнечное.

## Социальная организация
Основную функцию несут отцовская линия, трёхродовой союз. Распространена полигиния.

## Приложения
1. ↑  Полински М., Смит Дж. Океания. // Атлас языков мира. М., 1998